# Hotel Eurostars David
Hotel Eurostars David je novorenesanční budova na Praze 2. Nachází se na rohu ulic Náplavní (č. 6) a Záhořanského (č. 1) poblíž Jiráskova náměstí a Masarykova nábřeží na Novém Městě. Byla vystavěna mezi roky 1882 až 1884. Uvnitř hotelu je 76 pokojů a celkem 180 lůžek. Vlastníkem budovy je akciová společnost SIRA Praha, ve které má majoritní podíl italský podnikatel Tarcisio Persegona. Od roku 1993 se jedná o kulturní památku.

## Historie
Původně činžovní dům vybudoval mezi roky 1882 až 1884 stavitel Vratislav Pasovský pro majitele realit Čeňka Bubeníčka (* 1841). Podobu domu zřejmě ovlivnily skici architekta Josefa Schulze. Úpravy přízemí z roku 1921 projektoval Osvald Polívka a další adaptace se uskutečnila v roce 1928. Počátkem 20. století zde bydlel lingvista, autor slovníků František Kott a pedagog Bedřich Frída, ředitel Vyšší dívčí školy. V letech 1950–1990 zde sídlilo ředitelství národního podniku Uhelné sklady.

## Popis
Nárožní dům (původně činžovní) je čtyřpatrový. Uliční průčelí jsou členěna širokým formálním aparátem novorenesančního stylu (plastická omítková bosáž, římsy, frontony, arkýř na hlavním průčelí při nároží). Nad nárožím ze střechy vystupuje vikýřová věžice se zvonovitou bání, krytou mědí a vrcholící lucernou. Výrazný portál z Náplavní ulice je lemován kanelovanými polosloupy a korunuje jej rozeklaný tympanon, na jehož římse spočívají pololežící figury od sochaře Josefa Maudra.

## Požár
Dne 20. ledna 2018 zde vypukl ve večerních hodinách požár. Vyžádal si 5 mrtvých, šlo o muže a ženu z Německa, dvě ženy z Jižní Koreje a 82letého Nizozemce. Dvě osoby (jednadvacetiletý Němec a dvacetiletá Jihokorejka) zemřely na místě, ještě před příjezdem hasičů, v důsledku nadýchání kouře a udušení. Dalších 8 lidí bylo hospitalizováno (mezi zraněnými byli tři Nizozemci, občan Turecka a Francouz), z nich 3 osoby zemřely později (během neděle 21. ledna dvě ženy, koncem března 82letý cizinec). Přes třicet osob ošetřili záchranáři na místě. Dalších 40 osob bylo evakuováno, 2 hasiči utrpěli zranění. Požár byl hasičům nahlášen v 18:03 hodin, první jednotka zde byla za tři minuty, v 18:06. Lokalizace požáru byla vyhlášena v 21:01 hodin.
Celkem zde zasahovalo 17 jednotek profesionálních hasičů, chemici z Petřin, jednotka Hasičského útvaru ochrany Pražského hradu a šest jednotek dobrovolných hasičů; zbylí dobrovolní hasiči měli pohotovost. Byl vyhlášen 3. pohotovostní stupeň a tzv. traumaplán.
Celková škoda byla odhadnuta na přibližně 20 milionů Kč. Požár policie prošetřuje jako obecné ohrožení z nedbalosti, obvinila tři lidi a jednu právnickou osobu.